# Championnats du monde de roller de vitesse 2017
Navigation
Édition précédente Édition suivante
Les championnats du monde de roller course 2017, ont lieu du 3 au 10 septembre 2017 à Nankin, en Chine.

## Podiums

### Femmes
| Épreuves            | Or                     | Argent                 | Bronze                 |
| Piste               | Piste                  | Piste                  | Piste                  |
| ------------------- | ---------------------- | ---------------------- | ---------------------- |
| 300 m               | Andrea Canon           | Chen Ying-chu          | An Yi-seul             |
| 500 m sprint        | Anhlly Perez           | An Yi-seul             | Laethisia Schimek      |
| 1 000 m sprint      | Luz Garzón             | Francesca Lollobrigida | Sandrine Tas           |
| 10 000 m à point    | Francesca Lollobrigida | Fabriana Arias         | Sandrine Tas           |
| 15 000 m            | Luz Garzón             | Francesca Lollobrigida | Johana Viveros         |
| 3 000 m par équipe  | Colombie               | Corée du Sud           | Allemagne              |
| Route               |                        |                        |                        |
| 100 m               | Yesenia Escobar        | Andrea Canon           | An Yi-seul             |
| 1 tour              | Yesenia Escobar        | Anhlly Perez           | Laethisia Schimek      |
| 10 000 m à points   | Francesca Lollobrigida | Yang Ho-chen           | Johana Viveros         |
| 20 000 m            | Fabriana Arias         | Sandrine Tas           | Francesca Lollobrigida |
| 5 000 m par équipes | Italie                 | Allemagne              | Colombie               |
| Longue distance     |                        |                        |                        |
| 42 195 m            | Johana Viveros         | Luz Garzón             | Sandrine Tas           |

### Hommes
| Épreuves            | Or               | Argent              | Bronze                         |
| Piste               | Piste            | Piste               | Piste                          |
| ------------------- | ---------------- | ------------------- | ------------------------------ |
| 300 m               | Simon Albrecht   | Ioseba Fernandez    | Gwendal Le Pivert              |
| 500 m sprint        | Lucas Silva      | Andrés Muñoz        | Hong Seung-gi                  |
| 1 000 m sprint      | Jhoan Guzman     | Andrés Muñoz        | Alvaro Carrasquilla            |
| 10 000 m à point    | Patxi Peula      | Alexis Contin       | Jorge David Bolaños Villacorte |
| 15 000 m            | Alex Cujavante   | Alexis Contin       | Manuel Saavedra                |
| 3 000 m par équipe  | Colombie         | Argentine           | Italie                         |
| Route               |                  |                     |                                |
| 100 m               | Ioseba Fernandez | jorge Luis Martinez | Jin-young Kim                  |
| 1 tour              | Edwin Estrada    | Ioseba Fernandez    | Andrés Muñoz                   |
| 10 000 m à points   | Felix Rijhnen    | Patxi Peula         | Daniel Niero                   |
| 20 000 m            | Nolan Beddiaf    | Manuel Saavedra     | Daniel Niero                   |
| 5 000 m par équipes | Colombie         | Allemagne           | Italie                         |
| Longue distance     |                  |                     |                                |
| 42 195 m            | Nolan Beddiaf    | Andres Jimenez      | Patxi Peula                    |

## Tableau des médailles
- Pays organisateur

| Rang  | Nation       | Or | Argent | Bronze | Total |
| ----- | ------------ | -- | ------ | ------ | ----- |
| 1     | Colombie     | 13 | 8      | 6      | 27    |
| 2     | Italie       | 3  | 2      | 5      | 10    |
| 3     | Espagne      | 2  | 3      | 1      | 6     |
| 4     | Allemagne    | 2  | 2      | 3      | 7     |
| 5     | France       | 2  | 2      | 1      | 5     |
| 6     | Chili        | 1  | 0      | 0      | 1     |
| 6     | Venezuela    | 1  | 0      | 0      | 1     |
| 8     | Corée du Sud | 0  | 2      | 3      | 5     |
| 9     | Taïwan       | 0  | 2      | 1      | 3     |
| 10    | Belgique     | 0  | 1      | 3      | 4     |
| 11    | Argentine    | 0  | 1      | 0      | 1     |
| 11    | Mexique      | 0  | 1      | 0      | 1     |
| 13    | Équateur     | 0  | 0      | 1      | 1     |
| Total | Total        | 24 | 24     | 24     | 72    |